# Mapania latifolia
Mapania latifolia är en halvgräsart som beskrevs av Hendrik Uittien. Mapania latifolia ingår i släktet Mapania och familjen halvgräs. Inga underarter finns listade i Catalogue of Life.